# Дуб черешчатий (Деревки)
Дуб чере́шчатий — ботанічна пам'ятка природи місцевого значення в Україні. Розташована в межах Котелевського району Полтавської області, в селі Деревки (поруч з цвинтарем).
Площа 0,02 га. Статус надано згідно з рішенням облвиконкому № 531 від 13.12.1975 року. Перебуває у віданні Деревківської сільської ради.
Статус надано для збереження одного екземпляра вікового дуба. За деякими оцінками вік дерева бл. 700 років. Обхват дерева на висоті 1,3 м у 2016 році становив 663 см.

## Галерея

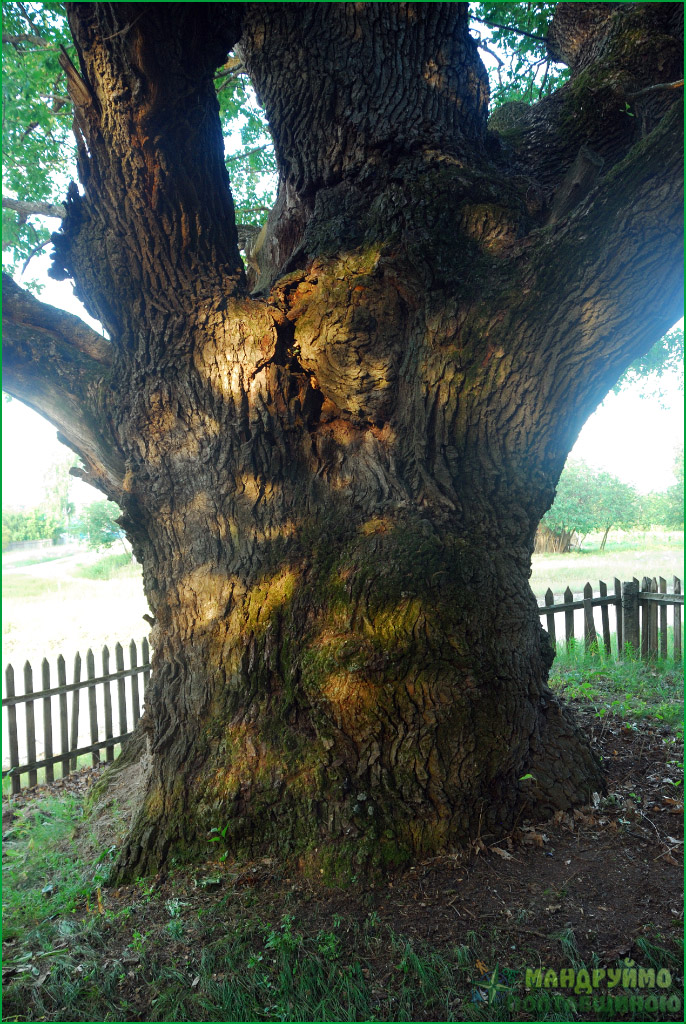
Дуб черешчатий.2012 рік. Розлом
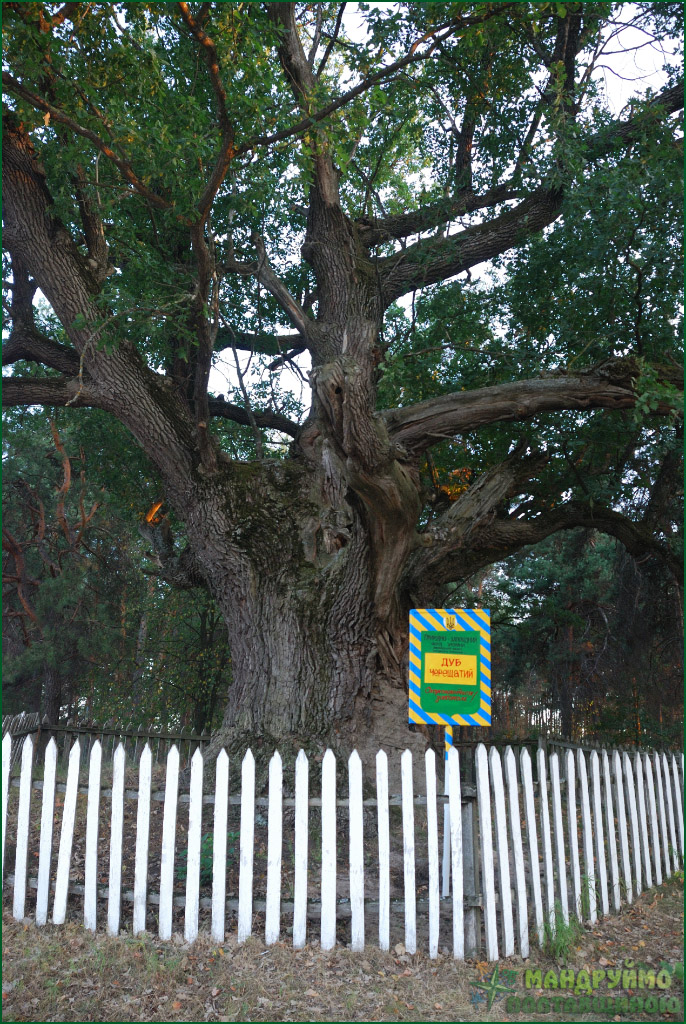
Дуб черешчатий.2012 рік
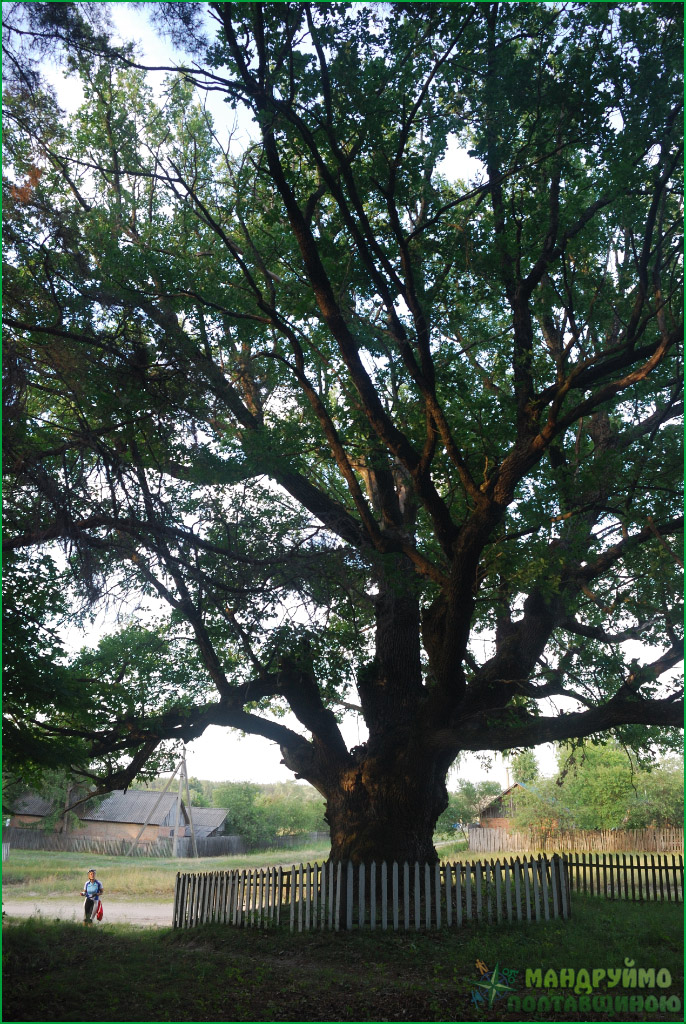
Дуб черешчатий.2012 рік. Віки над головою
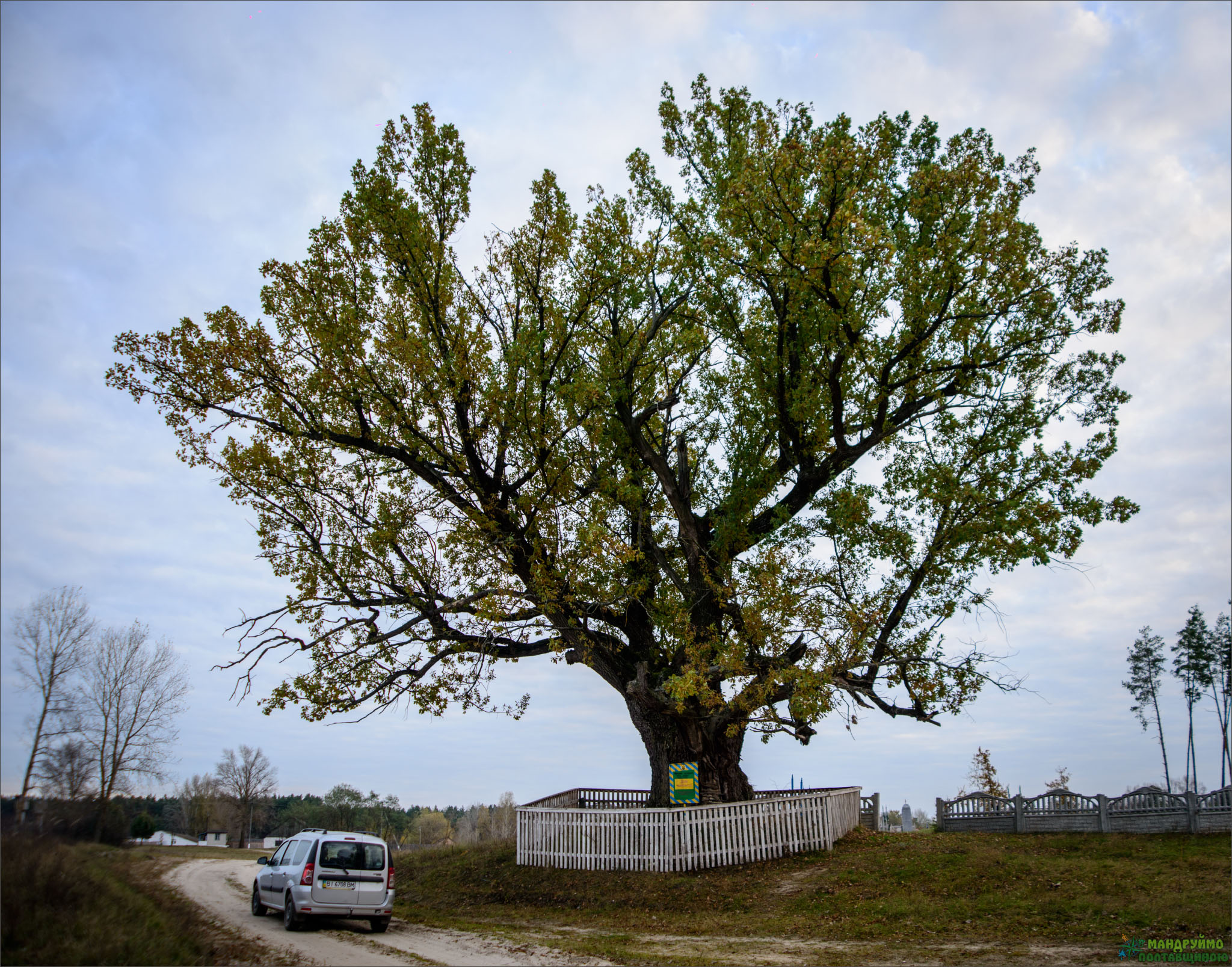
Дуб черешчатий.2016 рік